# Hydrolagus deani
Hydrolagus deani är en broskfiskart som först beskrevs av Smith och Lewis Radcliffe 1912.  Hydrolagus deani ingår i släktet Hydrolagus och familjen havsmusfiskar. Inga underarter finns listade i Catalogue of Life.
Arten förekommer i havet kring Filippinerna. Den vistas i områden som är 470 till 770 meter djupa.
Med stjärtfenans utskott som liknar en piska blir arten upp till 73 cm lång. Honor lägger ägg som har en broskig skål.